# Laskaris Kananos
Laskaris Kananos (o Láscaris Cananus) fue un viajero bizantino del siglo XV que recorrió Europa del Norte, dejando registro en griego vernáculo de sus viajes.
Kananos pudo haber viajado en 1438–1439 (posiblemente en conexión con el Consejo de Florencia), o pudo haber estado viajando en 1468 recolectando limosnas para la liberación de prisioneros del imperio otomano. A pesar de que algunas veces ha sido identificado con Juan Canano, no hay ninguna razón más que sus mismos apellidos para igualarlos.
Juzgando su interés en la acuñación de monedas de plata en Estocolmo y el comercio de permuta en Bergen, Kananos pudo haber sido un mercader. Además de Estocolmo y Bergen, visitó Noruega, Schleswig, Copenhague, Pomerania, Danzig, Prusia, Livonia, Letonia e Inglaterra, desde donde navegó a Islandia.
Los registros que aún perduran de Kananos son escasos, solamente tres páginas de un único manuscrito superviviente del siglo XVI (actualmente en la Biblioteca Nacional de Austria, hist. gr. 113, en folios 174r–175r), que puede ser un fragmento de un trabajo mayor. Ahí, al már Báltico lo llama Venedicos Kolpos ("bahía de los Wendos"). Registró la subordinación de Suecia y Noruega al rey de Dinamarca en la Unión de Kalmar, ya que el rey vivió en Kupanava (Copenhague). También registró que las ciudades de Riga y Revel pertenecían al Arzobispo de Riga y el resto de Livonia al duque del gran maestro de la Orden Teutónica. Se refirió a Islandia como habitada por "comedores de peces" (ictiófagos) y los identificó con la mítica Tule de Claudio Ptolomeo.